# 普莱洛夫
普莱洛夫（法語：Plélauff，法語發音：[plelof]）是法国阿摩尔滨海省的一个市镇，位于该省西南部，属于甘冈区。

## 地理
普莱洛夫（48°12'23"N, 3°12'35"W）面积25.51 平方千米，位于法国布列塔尼大區阿摩尔滨海省，该省份为法国西北部沿海省份，位于布列塔尼半岛北部，北濒大西洋英吉利海峡，西接菲尼斯泰尔省，南至莫尔比昂省，东临伊勒-维莱讷省。
与普莱洛夫接壤的市镇（或旧市镇、城区）包括：古阿雷克、莱斯库厄古阿雷克、梅利奥内克、普卢盖内韦勒、布拉韦河畔邦勒波。

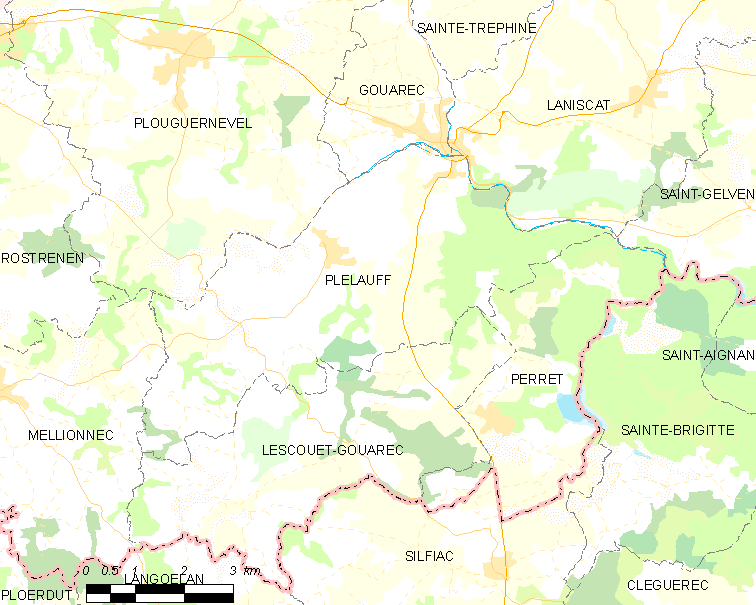
普莱洛夫的OSM定位图

普莱洛夫的时区为UTC+01:00、UTC+02:00（夏令时）。

## 行政
普莱洛夫的邮政编码为22570，INSEE市镇编码为22181。

## 政治
普莱洛夫所属的省级选区为罗斯特勒南县。

## 人口

1962-2008年间普莱洛夫人口变化图示

普莱洛夫于2022年1月1日时的人口数量为687人。